# Stazione di Fabro-Ficulle
Stazione di Fabro-Ficulle vasútállomás Olaszországban, Fabro településen.

## Vasútvonalak
Az állomást az alábbi vasútvonalak érintik:
- Firenze–Róma-vasútvonal

## Kapcsolódó állomások
A vasútállomáshoz az alábbi állomások vannak a legközelebb:
- Stazione di Città della Pieve
- Stazione di Allerona-Castel Viscardo